# Церунян, Аревик
Аревик Церунян (арм. Արևիկ Ծերունյան; род. 6 августа 1987, Ереван) — армянская художница.

## Биография
Аревик Церунян родилась в 1987 году в Ереване. Церунян получила степень бакалавра по английскому, испанскому языкам и педагогике в Ереванском государственном лингвистическом университете и степень магистра изобразительных искусств в Ереванской государственной художественной академии (ЕГХА), проведя семестр за границей в Высшей школе изобразительных искусств Марселя. Во время обучения в магистратуре ЕГХА Церунян сосредоточилась на рисунке и живописи. Она специализировалась на западном импрессионистском и армянском постимпрессионистском стилях, смеси конструктивизма и постсоветских художественных течений, на которые повлияла русская традиционная академическая школа. На втором году обучения в ЕГХА она получила заказ на иллюстрации к книге «Болгарские сказки», которая была опубликована в следующем году.
С 2013 по 2015 годах Церунян проходила программу магистратуры изобразительных искусств в Школе музея изобразительных искусств в Университете Тафтса в Бостоне, штат Массачусетс, во время которой она начала изучать другие направления с новыми работами в коллаже, скульптуре и моде с крупномасштабными инсталляциями. После окончания Школы Церунян получила аспирантскую стипендию на разработку и преподавание вводного курса рисования. Параллельно она работала помощником куратора в Армянском музее Америки в Уотертауне, штат Массачусетс, и провела свою первую персональную выставку «Потерянная империя» — скульптурную инсталляцию с сопровождающим её перформансом.
В 2016 году Церунян работала преподавателем детского и взрослого искусства в студии искусств Даниелян в Ереване. Её персональная выставка «Террор» (коллаж, 2D и 3D инсталляции) прошла в Союзе художников Армении в Ереване с 24 по 25 декабря 2016 года.
В 2017 году Церунян получила визу O-1 (определяемую Государственным департаментом как «виза для выдающихся способностей») для работы в Армянском музее Америки в качестве художника-резидента. Во время своей резиденции Церунян завершила ряд художественных проектов, среди которых персональная выставка Amper (Облака на армянском языке) с 23 октября 2018 года по 20 апреля 2019 года. Amper — это мультимедийная инсталляция, состоящая из коллажа и видеопроекции на армянских игольных кружевах. С июля 2017 года она руководит Художественной школой при музее.
В мае 2018 года Церунян провела персональную выставку в Массачусетском технологическом институте в рамках церемонии поминовения жертв геноцида армян. В июле 2018 года Церунян приняла участие в групповой выставке Resistance and Resiliency вместе с тремя другими армянскими художницами. Выставка прошла в галерее Galatea в Бостоне, штат Массачусетс, под кураторством Марши Одабашян.